# ريتشارد آدامز (لاعب كريكت)
ريتشارد آدامز (بالإنجليزية: Richard Adams)‏ (29 مارس 1838 بباث في المملكة المتحدة - 11 أبريل 1897 في المملكة المتحدة) هو لاعب كريكت بريطاني (وحمل سابقاً جنسية المملكة المتحدة لبريطانيا العظمى وأيرلندا). لعب مع نادي جامعة كامبريدج للكريكيت ‏.

## وصلات خارجية
- ريتشارد آدامز على موقع إي آس بي آن كريك إنفو (الإنجليزية)